# Mimallo
Mimallo (лат.) — род бабочек из семейства Mimallonidae. Неотропика.

## Описание
Среднего размера бабочки. Отличаются сочетанием следующих признаков: края крыльев неровные, постмедиальные линии всегда с четко выраженной макулацией переменной толщины, охватывающей пространство от постмедиальной линии до края крыла, постмедиальная макулация шире на заднем крыле; передние крылья всегда с полупрозрачным пятном, разделенным пополам жилкой M2. Род был впервые выделен в 1820 году немецким энтомологом Якобом Хюбнером (Jacob Hübner; 1761—1826). Валидный статус таксона был подтверждён в ходе ревизии в 2019 году американскими лепидоптерологами Райаном Александером Ст. Лаурентом (Ryan A. St. Laurent, Cornell University, Department of Entomology, Итака, США) и Акито Кавахарой (Akito Y. Kawahara, University of Florida, Гейнсвилл, Флорида).
- Mimallo almeidai Pearson, 1951 (Бразилия: Rio de Janeiro)
- Mimallo amilia (Cramer, 1780) (Bombyx) (Суринам)
- Mimallo grisea (Schaus, 1896) (Perophora) (Бразилия: Paraná)
- Mimallo hector Dognin, 1924 (Бразилия: Santa Catarina)
- Mimallo neoamilia Pearson, 1951 (Бразилия: Rio de Janeiro)